# Rue Doudin
La  rue Doudin est une voie publique urbaine de la commune de Lille dans le département français du Nord.

## Situation et accès
Située dans le quartier du Vieux-Lille la rue débute rue des Trois-Mollettes et se termine rue Royale.

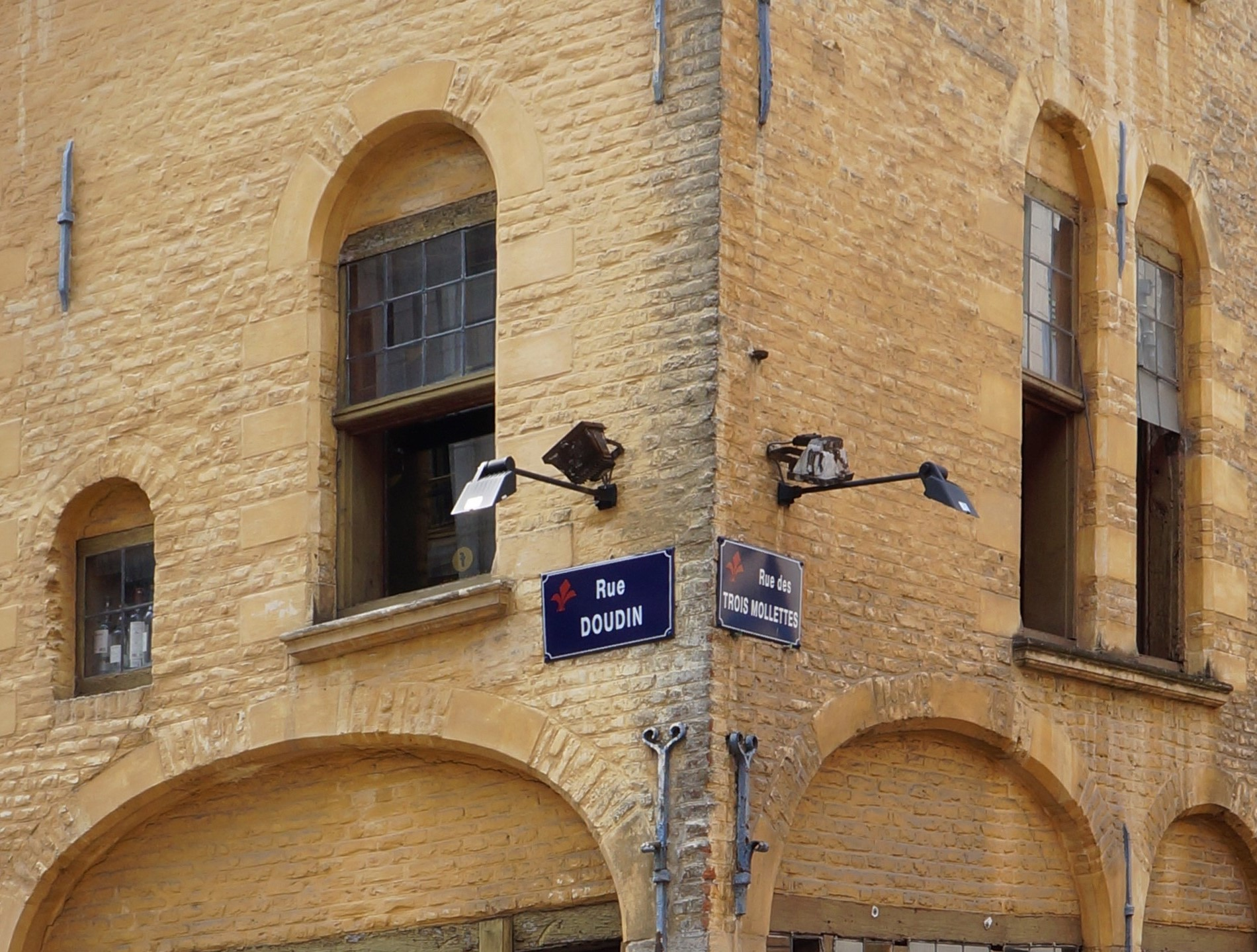
Angle de la rue des Trois Mollettes et de la rue Doudin

Elle est desservie par la rue Jean-Jacques-Rousseau . Le site figure parmi les îlots regroupés pour l'information statistique (IRIS N° 0204 - VIEUX LILLE 4 ) de Lille, tels que l'Insee les a établis en 1999.
Elle est bordée d'une maison de style lillois à arcures à l'angle avec la rue des Trois Mollettes et de maisons de style classique lillois de la fin du XVIIe siècle et du XVIIe siècle.

## Origine du nom
La rue doit son nom au fief d'Houdain auquel elle conduisait.

## Historique
La rue Doudin est située dans l'ancien faubourg de Weppes ou paroisse Sainte-Catherine englobée dans la partie de l'enceinte étendue vers 1370 au sud du castrum (paroisse Saint-Pierre) et relie ces deux quartiers. La création de la rue, visible sur le plan Guichardin établi d'après le plan de Johann van Deventer dressé  dans les années 1560, est antérieure au XVIe siècle.
Elle est pavée en 1521.